# Apodanthera
Apodanthera es un género de plantas con flores perteneciente a la familia Cucurbitaceae.

## Taxonomía
El género fue descrito por George Arnott Walker Arnott y publicado en Journal of Botany, being a second series of the Botanical Miscellany 3(21): 274. 1841. La especie tipo es: Apodanthera mathewsii

## Especies aceptadas
- Apodanthera anatuyana
- Apodanthera argentea
- Apodanthera biflora
- Apodanthera bradei
- Apodanthera catharinensis
- Apodanthera cinerea
- Apodanthera congestiflora
- Apodanthera crispa
- Apodanthera cucurbitoides
- Apodanthera eriocalyx
- Apodanthera ferreyrana
- Apodanthera glaziovii
- Apodanthera hatschbachii
- Apodanthera herrerae
- Apodanthera hindii
- Apodanthera hirtella
- Apodanthera laciniosa
- Apodanthera latipetala
- Apodanthera longipedicellata
- Apodanthera mandonii
- Apodanthera mathewsii
- Apodanthera moqueguana
- Apodanthera mucronata
- Apodanthera palmeri
- Apodanthera pedisecta
- Apodanthera roseana
- Apodanthera sagittifolia
- Apodanthera scaberrima
- Apodanthera succulenta
- Apodanthera trifoliata
- Apodanthera tumbeziana
- Apodanthera ulei
- Apodanthera undulata
- Apodanthera weberbaueri
- Apodanthera villosa